# Para mí, para vos
Para mí, para vos es el cuarto álbum de la banda argentina Turf. Fue editado el 11 de mayo del año 2004 y se hizo conocido gracias a las canciones "Pasos al costado", "No se llama amor", "Magia blanca" y "Oh Dios!". Fue grabado y mezclado en El Abasto por Álvaro Villagra y en Tole Studio por Claudio Romandini entre diciembre de 2003 y marzo de 2004.
Para mí, para vos fue el último disco de estudio de Turf antes de la separación de la banda; ya que los dos que le siguieron —"Para mí, para vos (Reversiones)" y "Turf"— no incluyeron canciones nuevas, sino reversiones de las anteriores. En el caso de "Para mí, para vos (Reversiones)", los temas fueron grabados y reversionados por otros artistas, y en el caso de "Turf", las reversiones fueron grabadas en vivo.

## Canciones
| Para mí, para vos |                                |                                               |                                        |          |  |
| N.º               | Título                         | Letras                                        | Música                                 | Duración |  |
| 1.                | «Para mí, para vos»            | Joaquín Levinton · Leandro Lopatín            | Tody Tapia                             | 3:29     |  |
| 2.                | «No se llama amor»             | Joaquín Levinton                              | Tody Tapia                             | 4:05     |  |
| 3.                | «Pasos al costado»             | Joaquín Levinton                              | Joaquín Levinton                       | 4:14     |  |
| 4.                | «Oh, Dios!»                    | Turf · Daniel Melingo · Federico Ottavianelli | Tody Tapia                             | 3:08     |  |
| 5.                | «No necesito amarte»           | Joaquín Levinton                              | Turf                                   | 3:41     |  |
| 6.                | «(Diario) Dejavu»              | Nicolás Ottavianelli                          | Nicolás Ottavianelli                   | 4:14     |  |
| 7.                | «Magia blanca»                 | Joaquín Levinton · Leandro Lopatín            | Joaquín Levinton · Leandro Lopatín     | 4:21     |  |
| 8.                | «Nos vacían la casa»           | Nicolás Ottavianelli                          | Nicolás Ottavianelli                   | 5:23     |  |
| 9.                | «El espectador»                | Joaquín Levinton                              | Joaquín Levinton                       | 4:14     |  |
| 10.               | «Acaso no se da cuenta nadie?» | Joaquín Levinton                              | Tody Tapia                             | 3:37     |  |
| 11.               | «El impuesto»                  | Nicolás Ottavianelli                          | Nicolás Ottavianelli                   | 3:12     |  |
| 12.               | «Vil metal»                    | Joaquín Levinton                              | Tody Tapia                             | 3:13     |  |
| 13.               | «Quiero seguir así»            | Joaquín Levinton · Matías Repar               | Leandro Lopatín · Nicolás Ottavianelli | 4:13     |  |

## Músicos invitados
Entre los músicos que participaron en este CD se encuentran: Charly García (teclados, guitarra; solo y voces en "Nos vacían la casa"), Daniel Melingo (clarinete y recitado en "Oh Dios!"), Indio Márquez (guitarra slide en "Magia blanca"), Pablo Guyot (guitarra criolla en "Quiero seguir así"), Alberto "Miyo" Miglioranza (guitarra en "Pasos al costado"), Pedro Sena (trompeta en "El impuesto"), Hugo Lobo (trompeta en "El impuesto" y en "No se llama amor"), Alfredo Toth (coros) y Álvaro Villagra (piano en "Quiero seguir así").